# Waradein (Furth im Wald)
Waradein ist ein Ortsteil der Stadt Furth im Wald im Landkreis Cham des Regierungsbezirks Oberpfalz im Freistaat Bayern.

## Geografie
Waradein liegt am Ponnholzbach, 3 Kilometer südwestlich von Furth im Wald, an der Staatsstraße 2154. Nordwestlich von Waradein erhebt sich der 634 Meter hohe Kirschbaumriegel.

## Geschichte
Waradein (auch: Waradem) war Herrensitz derer von Waradein. Dieser Herrensitz wurde während des Dreißigjährigen Krieges von den Schweden 1641 völlig zerstört. Das Geschlecht derer von Waradein blieb jedoch bis zum Anfang des 20. Jahrhunderts erhalten. Einer seiner letzten Vertreter, Theodor, letzter Freiherr von Völderndorff und Waradein, k. b. Oberst a. D. gestorben am 2. Mai 1906, wurde auf dem alten Münchner Friedhof beerdigt.
1801 ging die Hofmark Arnschwang zusammen mit Ränkam durch Kauf an Karl Friedrich Wilhelm Reichsfreiherr von Völderndorff und Waradein über.
1808 wurde die Verordnung über das allgemeine Steuerprovisorium erlassen. Mit ihr wurde das Steuerwesen in Bayern neu geordnet und es wurden Steuerdistrikte gebildet. Dabei kam Waradein zum Steuerdistrikt Ränkam. Der Steuerdistrikt Ränkam bestand aus den Ortschaften Rußmühle, Waradein, Ziegelhütte, Degelberg und Ried bei Gleißenberg. Waradein wurde im Steuerdistriktsverzeichnis von 1811 erwähnt.
1821 wurden im Landgericht Cham Gemeinden gebildet. Dabei kam Waradein zur Gemeinde Ränkam. Ränkam war patrimonialgerichtische Gemeinde, die mit dem Steuerdistrikt Ränkam identisch war. Sie hatte ein Patrimonialgericht I. Klasse unter Freiherr von Völderndorff. 1851 wurde Ried bei Gleißenberg aus der Gemeinde Ränkam herausgelöst und eigenständige Gemeinde.
Von 1867 bis 1946 bestand die Gemeinde Ränkam aus den Ortsteilen Bruckmühle, Degelberg, Kühberg, Leinmühle, Ränkam, Rußmühle, Tradt, Waradein und Ziegelhütte. 1946 wurde die Gemeinde Grabitz zerschlagen. Grabitz mit Stieberg und Tradtbauer wurde nach Furth im Wald eingemeindet und Haberseigen kam zur Gemeinde Ränkam. Bei der Gebietsreform in Bayern wurde 1972 die Gemeinde Ränkam mit ihren Gemeindeteilen Bruckmühle, Degelberg, Haberseigen, Kühberg, Leinmühle, Ränkam, Rußmühle, Tradt, Waradein und Ziegelhütte in die Stadt Furth im Wald eingemeindet.
Waradein gehört zum Kuratbenefizium Ränkam, Dekanat Cham. 1997 hatte Waradein 23 Katholiken.

## Einwohnerentwicklung ab 1838
| Jahr | Einwohner | Gebäude |
| ---- | --------- | ------- |
| 1838 | 17        | 3       |
| 1861 | 10        | 7       |
| 1871 | 15        | 7       |
| 1885 | 16        | 2       |
| 1900 | 14        | 2       |
| 1913 | 18        | 4       |

| Jahr | Einwohner | Gebäude |
| ---- | --------- | ------- |
| 1925 | 12        | 2       |
| 1950 | 15        | 3       |
| 1961 | 15        | 3       |
| 1970 | 10        | k. A.   |
| 1987 | 24        | 5       |
| 2011 | 14        | k. A.   |